# Копа грошей
Копа грошей (пол. kopa, лат. sexagena = 60) — назви грошової одиниці в країнах Середньої та Східної Європи, зокрема в Польському королівстві та Великому Князівстві Литовському, й власне українських земель, у 14-18 століттях. Походить від рахункової одиниці копи, що означає 60.
Використовувалась для підрахунку празьких (60 шт. яких дорівнювали празькій ваговій гривні срібла (253,0 г; спочатку — вагова, потім рахункова)), мейсенських грошів. В Польщі, ВКЛ витіснила рахункову гривню (еквівалент 48 грошів). Невдовзі після 1528 року поступилась місцем злотому, який складали 30 грошів.
На українських землях, які знаходились у складі Речі Посполитої, особливо — Великого князівства Литовського — облік монет протягом 15-18 ст. вівся переважно на копи. Литовська копа дорівнювала 60 литовським грошам або 600 пенязям (денаріям). Литовські монети були якіснішими польських, які підраховувались «золотими» (1 копа грошів = 2,5 золотого).
У 17 столітті копа грошей дорівнювала 75 польським чи 60 литовським грошам, 50 московським копійкам.